# اما سامس
اما سامس (انگلیسی: Emma Samms؛ زادهٔ ۲۸ اوت ۱۹۶۰) یک هنرپیشه اهل بریتانیا است.
از فیلم‌ها یا برنامه‌های تلویزیونی که وی در آن نقش داشته است می‌توان به شهر هالبی و دودمان اشاره کرد.